# Алдея-Галега-да-Мерсеана
Алдея-Галега-да-Мерсеана (порт. Aldeia Galega da Merceana)  —  район (фрегезия) в Португалии,  входит в округ Лиссабон. Является составной частью муниципалитета  Аленкер. По старому административному делению входил в провинцию Эштремадура. Входит в экономико-статистический  субрегион Оэште, который входит в Центральный регион. Население составляет 2175 человек на 2001 год. Занимает площадь 19,69 км².
Покровителем района считается Дева Мария (порт. Maria).